# G20 (Entwicklungsländer)

Die G20 der Entwicklungsländer (Stand 2006)
Grün: ständige Mitglieder. Rot: weitere Mitgliedsländer.

Die G20 der Entwicklungsländer (aufgrund der Fluktuation der Mitglieder zeitweise auch G21, G22, G23 oder G20+ genannt) ist eine Gruppe von Entwicklungs- und Schwellenländern, die sich denselben Namen gegeben hat wie die ältere G20 der wirtschaftlich stärksten Nationen. Gegründet wurde sie am 20. August 2003 im Vorfeld der fünften ministeriellen Konferenz der Welthandelsorganisation (WTO) in Cancún (Mexiko) im September 2003. Führende Mitglieder sind Brasilien, Indien, Volksrepublik China und die Türkei.

## Geschichte
Die G20 hat vor allem Themen aus dem Bereich Landwirtschaft behandelt. Während der WTO-Konferenz in Cancún entwickelte sich die Gruppe insbesondere auf dem Gebiet der Agrarpolitik zu einem ernsthaften Gegenspieler der bislang tonangebenden Staaten innerhalb der WTO. Zentrales Anliegen war die Durchsetzung der diesbezüglichen Agenden der Doha-Runde der WTO vom November 2001. Insbesondere forderten die in der G20 vertretenen Länder den Abbau von Agrarsubventionen und die Aufhebung von Importbeschränkungen für Agrarprodukte in Ländern wie den USA und in der Europäischen Union. Da die Vorschläge der USA und der EU nicht den Ergebnissen der Doha-Runde entsprachen und die G20-Länder geschlossen bei ihren Forderungen blieben, kam es zum Scheitern der Verhandlungen.

## Mitglieder
Der Gruppe gehörten zeitweise 23 Nationen an:
| - Ägypten - Argentinien - Bolivien - Brasilien - Chile - Volksrepublik China - Ecuador - Guatemala - Indien - Indonesien - Kuba - Mexiko | - Nigeria - Pakistan - Paraguay - Peru - Philippinen - Südafrika - Tansania - Thailand - Simbabwe - Uruguay - Venezuela |